# Retinopatia barwnikowa

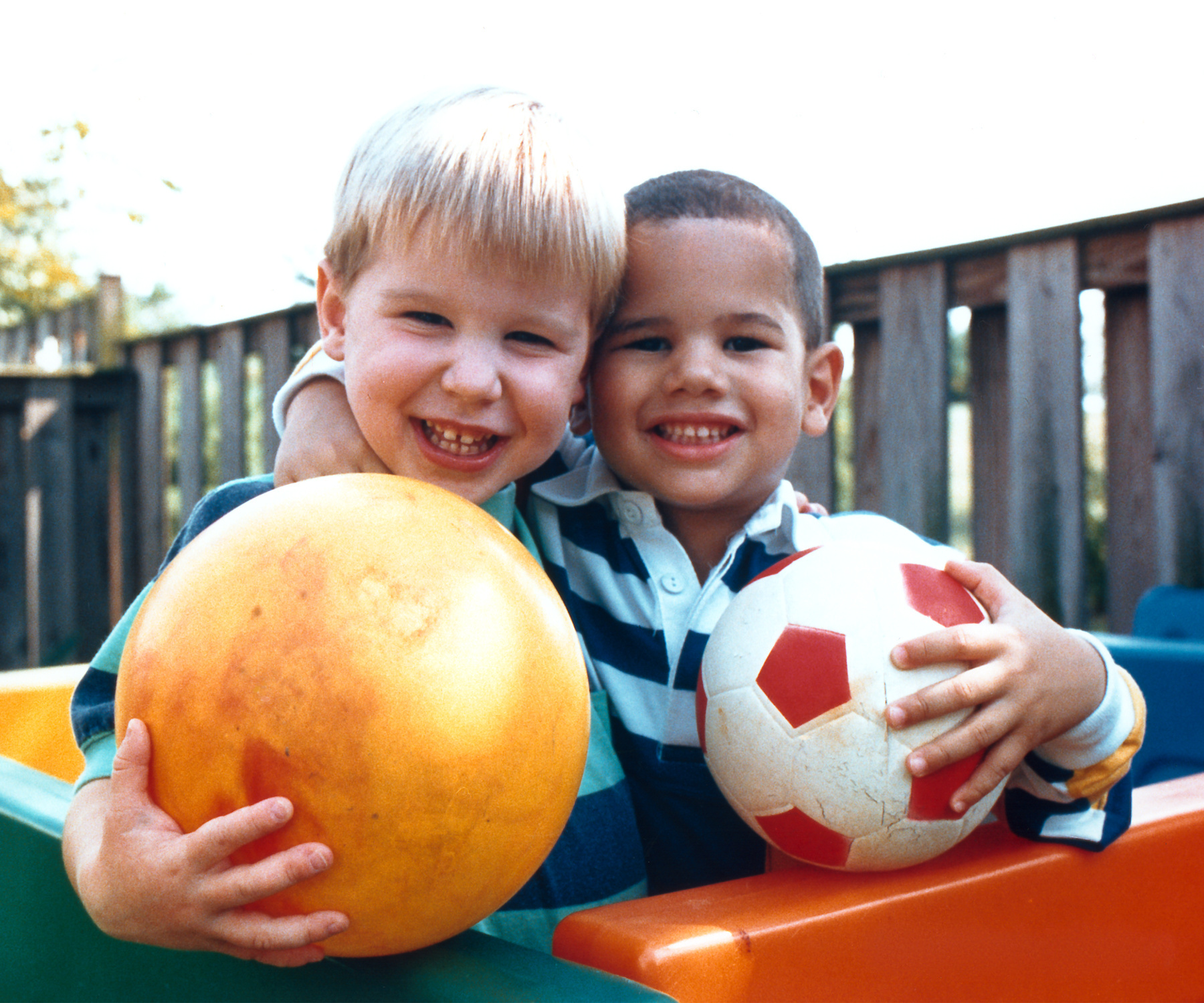
Widzenie prawidłowe

Retinopatia barwnikowa, barwnikowe zwyrodnienie siatkówki (łac. retinitis pigmentosa) – choroba rozpoczynająca się w okresie młodzieńczym, związana z odkładaniem się barwnika w siatkówce oka, z wtórnymi do tego procesu zaburzeniami krążenia w obrębie siatkówki i postępującym pogorszeniem wzroku, związanym ze zmianami zanikowymi siatkówki i utratą komórek siatkówki. Początkowo zmiany zanikowe dotyczą tylko fotoreceptorów i nabłonka barwnikowego siatkówki, a w późniejszych fazach choroby także komórek warstw wewnętrznych.

## Objawy

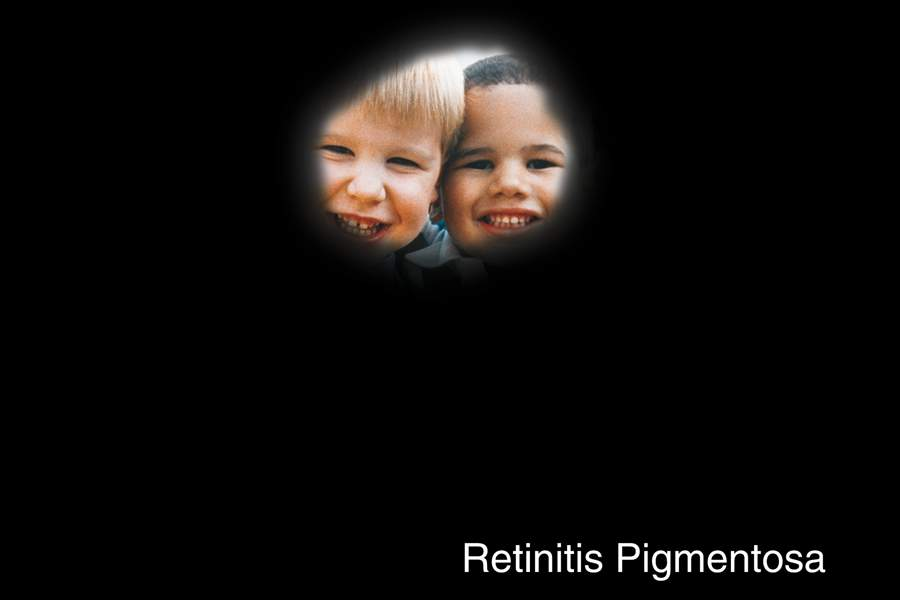
Prawdopodobny obraz widziany przez osobę chorą na retinopatię barwnikową (widzenie lunetowe)

Choroba ma charakter dziedziczny, postępujący. Pierwszym jej objawem jest pogorszenie widzenia w ciemności, a okresowo wręcz ślepota nocna (nyktalopia). Na tym etapie choroby mogą nie występować żadne obiektywne objawy, które można stwierdzić w badaniach dodatkowych (np. fundoskopia). W późniejszym okresie pojawiają się brunatne komórki barwnikowe (tzw. ciałka kostne), początkowo w okolicy „równikowej” siatkówki obejmując ją stopniowo całą. Sukcesywnie pogarsza się widzenie, zaburzeniu ulega widzenie obwodowe, które może doprowadzić do tzw. widzenia lunetowego, czyli ograniczenia pola widzenia obwodowego tak, że zostaje zachowane tylko widzenie centralne, które można porównać do widzenia przez lunetę lub lornetkę.
W dalszym etapie dołączają się zmiany w obrębie tarczy nerwu wzrokowego – tarcza stopniowo traci różowy kolor na rzecz woskowego, co związane jest z zanikiem nerwu wzrokowego.
Na tym etapie choroby pojawia się ślepota.

## Diagnostyka
- badanie dna oka (oftalmoskopia)
- perymetria
- adaptometria – badanie zdolności adaptacji systemu pręcikowego do ciemności
- densydometria siatkówkowa służąca do oceny ilości barwnika – metoda polega na ocenie różnicy pomiędzy ilością światła wpadającego do oka a ilością światła odbitego (czyli "wychodzącego" z oka), gdyż część wiązki światła zostaje pochłonięta przez ciemny barwnik.

## Leczenie
Nieznane są metody skutecznego leczenia tej choroby.
Istnieją próby leczenia z lekami rozszerzającymi naczynia, dużymi dawkami witaminy A i witaminy E, bFGF (basic fibroblast growth factor – czynnik wzrostu fibroblastów).
Pewne nadzieje wiąże się z terapią genową, próbami modyfikacji apoptozy czy transplantacją siatkówki.
W przypadku osób młodych ważne są zalecenia co do zdobywania zawodu, którego wykonywanie jest możliwe przez osobę słabo widzącą lub nawet ociemniałą oraz poradnictwo genetyczne, gdyż choroba, w zależności od typu dziedziczenia, przebiega z różnym nasileniem.
Częściowe odzyskanie wzroku jest możliwe dzięki zastosowaniu implantu opracowanego przez niemieckich naukowców w ramach projektu EPI-RET. Implant ten przetwarza obrazy na sygnały nerwowe. Niezbędne dane są przesyłane bezprzewodowo przez nadajnik w oprawce okularów do implantu wewnątrz oka. Umożliwia to widzenie plam światła i odróżnianie niektórych kształtów.